# Martin Väth
Martin Andreas Väth (* 23. März 1967 in Würzburg) ist ein deutscher Mathematiker und Hochschullehrer auf dem Gebiet der Analysis.

## Leben
Nach dem Abitur 1988 in seiner Heimatstadt Würzburg studierte Väth an der dortigen Julius-Maximilians-Universität Mathematik mit Nebenfach Informatik. Er schloss dieses Studium mit dem Diplom ab und promovierte dort betreut von Jürgen Appell 1996 zum Dr. rer. nat. Im Jahr 1999 folgte die Habilitation zu Volterra-Gleichungen.
Nach seiner Habilitation war Väth an den Universitäten Würzburg, Eichstätt-Ingolstadt, FU Berlin, Gießen sowie Rostock (Lehrstuhl für Funktionalanalysis am Institut für Mathematik) tätig. Neben anderen Aufenthalten im Ausland erhielt er ein Stipendium des DAAD am California Institute of Technology. 2009/10 sowie 2015/16 forschte er für jeweils ein Jahr an der Tschechischen Akademie der Wissenschaften in Prag.
Der Schwerpunkt seiner Forschungstätigkeit liegt auf dem Gebiet der linearen und nichtlinearen Analysis mit Themen wie partiellen und gewöhnlichen Differentialgleichungen, Spektraltheorie oder Nichtstandardanalysis. Außerdem beschäftigt er sich mit Anwendungen in der Biochemie.
Von der DFG erhielt er ein Heisenberg-Stipendium für Anwendungen der Topologie in der Analysis.
Neben zahlreichen Artikeln in Fachzeitschriften hat Väth sechs Monografien und Lehrbücher über Themen der Analysis veröffentlicht.

## Schriften (Auswahl)
- Martin Väth: Ideal Spaces. Springer, Berlin 1997. ISBN 978-3-540-63160-6.
- Jürgen Appell, Martin Väth: Elemente der Funktionalanalysis: Vektorräume, Operatoren und Fixpunktsätze. Vieweg, Wiesbaden 2005. ISBN 978-3-528-03222-7.
- Martin Väth: Nonstandard analysis. Birkhäuser, Basel 2007. ISBN 978-3-7643-7773-1.